# Taraxippus paliurus
Taraxippus paliurus is een insect uit de orde Phasmatodea en de familie Pseudophasmatidae. De wetenschappelijke naam van deze soort is voor het eerst geldig gepubliceerd in 1971 door Moxey.